# Omne vivum ex ovo
Omne vivum ex ovo (с лат. — «Всё живое из яйца») — латинская фраза, приписываемая Уильяму Гарвею (1578—1657). В такой формулировке впервые встречается в работе Карла Линнея (1707—1778) «Философия ботаники» (Philosophia botanica, афоризм 134), впервые изданной в 1751 году.
Линней приводил эту фразу со ссылкой на высказывание Гарвея Vivum omne ex ovo provenire (с лат. — «Всё живое из яйца появляется»), рассуждая о том, что растения и животные едины по своей природе, а семена растений соответствуют яйцам животных. В более поздние времена фраза трактовалась как квинтэссенция учения о биогенезе. Несмотря на то, что принцип «всё живое из яйца» был сформулирован Гарвеем ещё в XVII веке, обнаружить яйца многих организмов, для которых были высказаны гипотезы об их существовании, не удавалось до XIX века. В частности, до работ Карла Бэра (1792—1876) никому не удавалось обнаружить яйца (яйцеклетки) млекопитающих. Некоторые авторы, — например, Жан Батист Ламарк (1744—1829), — считали, что яйца свойственны только «высшим» животным, в то время как «низшие» размножаются за счёт «внутренних почек».
Окончательное признание этого принципа пришло только во второй половине XIX века с развитием клеточной теории и микробиологии. С одной стороны, было показано, что яйца многоклеточных животных непременно содержат яйцеклетку (а иногда состоят только из яйцеклетки без всяких дополнительных образований), в результате деления которой и образуются многоклеточные организмы. Яйцеклетки были обнаружены и у растений, в том числе в семязачатках семенных растений. С другой стороны, стало ясно, что даже бактерии и простейшие, в самозарождение которых верили дольше всего, представляют собой одноклеточные организмы, размножающиеся делением.